# 楊昌祚
楊昌祚（？—？），字幼麟，號昭亭，直隸宣城縣（今属安徽）人，明朝官員。

## 生平
天啓七年（1627年）舉丁卯科應天鄉試第九十九名，崇禎七年（1634年）登一甲第三名進士（探花），授翰林院編修，九年纪注起居，十年任经筵展书官，十五年任江西乡试主考官。累官至左中允。因剃髮降清，被南明界定为“刑辱诸臣之一”，令夹二夹。入清後下落不明。

## 家族
曾祖杨义纪，祖杨恩，父杨国柱，增广生。